# Grado sexagesimal
Un grado sexagesimal (símbolo °) es el ángulo central subtendido por un arco cuya longitud es igual a la tricentésima sexagésima (1/360) parte de una circunferencia. Es la nonagésima (1/90) parte de un ángulo recto.

Representación de un ángulo de 1°

## Historia

Un círculo con una cuerda equilátera (rojo). La sexagésima parte de este arco es un grado. Seis de estas cuerdas completan el círculo.

Aristarco de Samos fue un astrónomo y matemático entre los primeros en dividir el círculo en 60 partes.

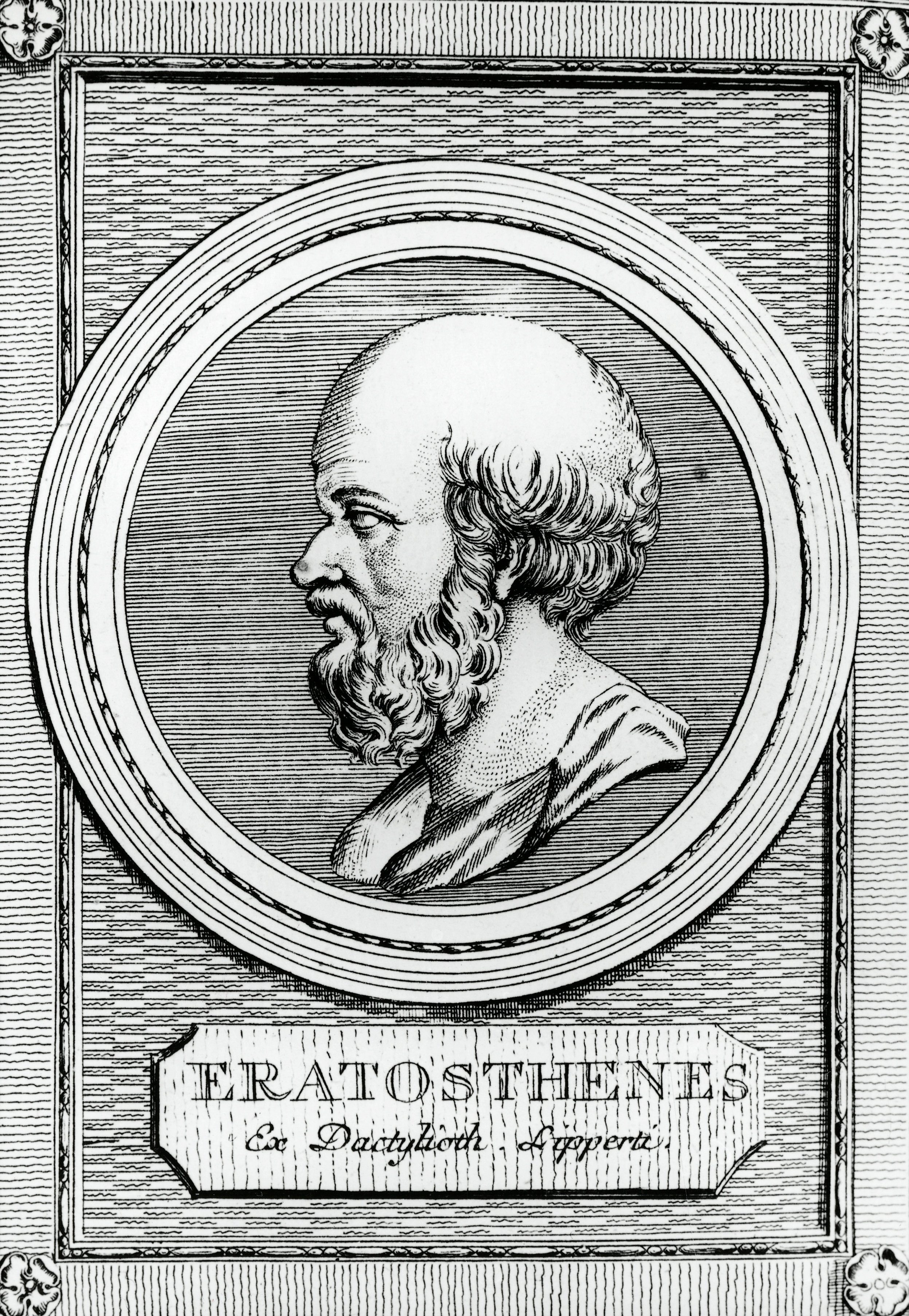
Eratóstenes de Cirene también utilizó un sistema sexagesimal.

Se desconoce la motivación original para elegir el grado como unidad de rotaciones y ángulos. Una teoría afirma que está relacionada con el hecho de que 360 es aproximadamente el número de días de un año. Los antiguos astrónomos se dieron cuenta de que el sol, que sigue a través de la trayectoria de la eclíptica en el transcurso del año, parece avanzar en su trayectoria aproximadamente un grado cada día. Algunos calendarios antiguos, como el calendario persa y el calendario babilónico, utilizaban 360 días para un año. El uso de un calendario con 360 días puede estar relacionado con el uso de números sexagesimales.
Otra teoría es que los babilonios subdividieron el círculo utilizando el ángulo de un triángulo equilátero como unidad básica, y además subdividieron éste en 60 partes siguiendo su sistema numérico sexagesimal. La primera trigonometría, utilizada por la astrónomos babilónicos y sus sucesores griega, se basaba en la cuerda de un círculo. Una cuerda de longitud igual al radio constituía una cantidad base natural. Una sexagésima parte de ésta, utilizando sus divisiones sexagesimales estándar, era un grado.
Aristarco de Samos e Hiparco parecen haber estado entre los primeros científicos griegos en explotar sistemáticamente los conocimientos y técnicas astronómicas babilónicas. Timocharis, Aristarco, Aristilo, Arquímedes e Hiparco fueron los primeros griegos conocidos en dividir el círculo en 360 grados de 60 minutos de arco. Eratóstenes utilizó un sistema sexagesimal más sencillo que dividía un círculo en 60 partes.
Otra motivación para elegir el número 360 puede haber sido que es fácilmente divisible: 360 tiene 24 divisores, convirtiéndolo en uno de los únicos 7 números tales que ningún número menor que el doble tiene más divisores (sucesión A072938 en OEIS). Además, es divisible por todos los números del 1 al 10 excepto por el 7. Esta propiedad tiene muchas aplicaciones útiles, como la división del mundo en 24 zonas horarias, cada una de las cuales es nominalmente 15° de longitud, para correlacionar con la convención establecida de 24 horas día establecido.
Por último, puede darse el caso de que más de uno de estos factores haya entrado en juego. Según esa teoría, el número es aproximadamente 365 debido al movimiento aparente del sol contra la esfera celeste, y que se redondeó a 360 por algunas de las razones matemáticas citadas anteriormente.

## Definiciones

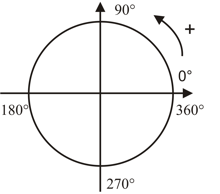
Círculo trigonométrico

El grado sexagesimal, como unidad del sistema de medida de ángulos sexagesimal, está definido partiendo de que un ángulo recto tiene 90° (90 grados sexagesimales), y sus divisores, el minuto sexagesimal y el segundo sexagesimal, están definidos del siguiente modo:
- 1 ángulo recto = 90° (grados sexagesimales).
- 1 grado sexagesimal = 60′ (minutos sexagesimales).
- 1 minuto sexagesimal = 60″ (segundos sexagesimales).

Esta notación sexagesimal tiene su origen en Mesopotamia, donde los astrónomos y matemáticos usaron para sus cálculos frecuentemente números en sistema sexagesimal, lo cual facilitaba sus cálculos.

### Notación sexagesimal
Podemos expresar una cantidad en grados, minutos y segundos; las partes de grado inferiores al segundo se expresan como parte decimal de segundo. Ejemplo:
12°34′34″
13°3′23,8″
124°45′34,70″
-2°34′10″
Teniendo cuidado, como norma de notación, de no dejar espacio entre las cifras; es decir:
escribir 12°34′34″ y no 12° 34′ 34″
Podemos también representar en forma decimal la medida de un ángulo en representación sexagesimal teniendo en cuenta que:
1′ = (1/60)° = 0,01666667° (redondeando a ocho dígitos)
1″ = (1/60)′ = (1/3600)° = 0,00027778°
Así, 12°15′23″ = 12° + 15(1/60)° + 23(1/3600)° ≈ 12,25639°

### Notación decimal
Una cantidad en grados se puede expresar en forma decimal, separando la parte entera de la fraccionaria con la coma decimal; se divide entre 60 en la forma normal de expresar cantidades decimales. Lo que se busca es transformar el minuto y el segundo en números decimales. Por ejemplo:
23,2345°
12,32°
-50,265°
123,696°

## Unidades alternativas

Una tabla para convertir entre grados y radianes

En la mayoría de los trabajos matemáticos que van más allá de la geometría práctica, los ángulos suelen medirse en radianes en lugar de en grados. Esto se debe a varias razones; por ejemplo, las funciones trigonométricas tienen propiedades más sencillas y «naturales» cuando sus argumentos se expresan en radianes. Estas consideraciones pesan más que la conveniente divisibilidad del número 360. Un giro completo (360°) es igual a 2Π radianes, por lo que 180° es igual a Π radianes, o equivalentemente, el grado es una constante matemática: 1° = Π⁄180.
Un vuelta (correspondiente a un ciclo o revolución) equivale a 360°.
Con la invención del sistema métrico, basado en potencias de diez, hubo un intento de sustituir los grados por «grados» decimales en Francia y países cercanos, donde el número en un ángulo recto es igual a 100 gon con 400 gon en un círculo completo (1° = 10⁄9 gon). Esto se llamaba grado (nouveau) o grad]'. Debido a la confusión con el término grad(e) existente en algunos países del norte de Europa (que significaba un grado estándar, 1360 de giro), la nueva unidad se denominó Neugrad en alemán (mientras que el grado «antiguo» se denominaba Altgrad), asimismo nygrad en danés, sueco y noruego (también gradian), y nýgráða en islandés. Para acabar con la confusión, más tarde se adoptó el nombre gon para la nueva unidad. Aunque esta idea de metrificación fue abandonada por Napoleón, los grados siguieron utilizándose en varios campos y muchas calculadoras científicass los admiten. Los decigrados (1⁄4.000) se utilizaron con miras de artillería francesa en la Primera Guerra Mundial.
Una milésima angular, que es la más utilizada en aplicaciones militares, tiene al menos tres variantes específicas, que van de 1⁄6.400 a 1⁄6.000. Equivale aproximadamente a un milirradián (c. 1⁄6,283). El mil que mide 1⁄6.000 de revolución tiene su origen en el Ejército Imperial Ruso, donde una cuerda equilátera se dividía en décimas para dar un círculo de 600 unidades. Esto se puede ver en un plano de revestimiento (un primer dispositivo para apuntar fuego indirecto de artillería) que data de alrededor de 1900 en el Museo de Artillería de San Petersburgo.

## Relación entre radianes y grados sexagesimales

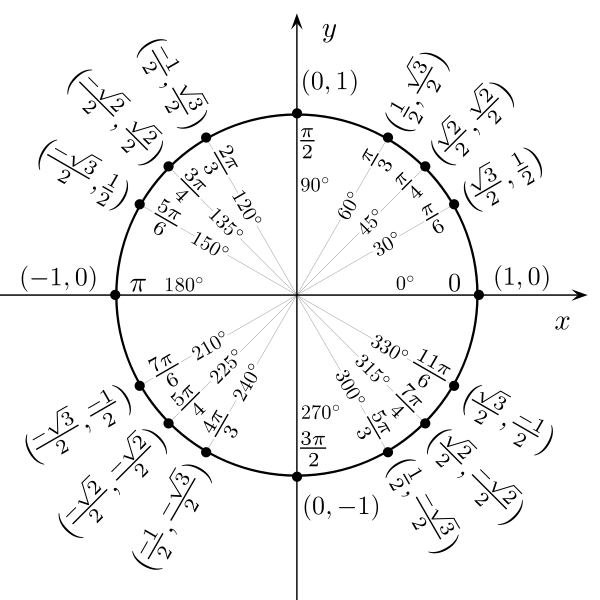
El Círculo Unitario muestra la relación entre radianes y grados sexagesimales

Se parte de la base de  una circunferencia completa tiene {\displaystyle 2\pi } radianes, y que una circunferencia tiene 360° sexagesimales, luego tenemos:
{\displaystyle {\rm {{360}\;{grados}={2\pi }\;{radianes}}}}
{\displaystyle {\rm {{180}\;{grados}={\pi }\;{radianes}}}}
Haciendo una regla de tres simple se llega a que el factor de conversión de grados sexagesimales a radianes es: 
{\displaystyle {\begin{array}{ccc}180^{\circ }&\longrightarrow &{\pi }\;{radianes}\\g&\longrightarrow &r\end{array}}}
Luego tenemos que, para un ángulo g dado en grados, su equivalente r en radianes es:
{\displaystyle r=g\cdot {\frac {\pi }{180}}\cdot {\rm {radianes}}}
y viceversa (si tenemos que, para un ángulo r dado en radianes, su equivalente g en grados es):
{\displaystyle g=r\cdot {\frac {180}{\pi }}\cdot {\rm {grados}}}

## Diferencia entre radián, gradián y grado sexagesimal
Los tres son unidades de medida de ángulos planos, y se diferencian así:
- Radián (rad): arco cuya longitud es la del radio.
- Gradián o grado centesimal (g): arco cuya longitud es la cuadringentésima (1/400) parte de una circunferencia.
- Grado sexagesimal (°): arco cuya longitud es la tricentésima sexagésima (1/360) parte de una circunferencia.

## Conversión de ángulos comunes
| Revolución     | Radian  | Radian  | Radian        | Grado sexagesimal | Gradián | Miliradián  | Miliradián  | Miliradián      | Puntos del compás |
| -------------- | ------- | ------- | ------------- | ----------------- | ------- | ----------- | ----------- | --------------- | ----------------- |
| 0 de circulo   | 0 rad   | 0 rad   | 0 rad         | 0°                | 0g      | 0 mrad      | 0 mrad      | 0 mrad          | 0 pt              |
| 172 de circulo | π36 rad | 𝜏72 rad | ≈ 0,08727 rad | 5°                | 509g    | 250π9 mrad  | 125𝜏9 mrad  | ≈ 87,266 mrad   | 49 pt             |
| 124 de circulo | π12 rad | 𝜏24 rad | ≈ 0,2618 rad  | 15°               | 503g    | 250π3 mrad  | 125𝜏3 mrad  | ≈ 261,799 mrad  | 43 pt             |
| 116 de circulo | π8 rad  | 𝜏16 rad | ≈ 0,3927 rad  | 22,5° o 22°30′    | 25g     | 125π mrad   | 125𝜏2 mrad  | ≈ 392,699 mrad  | 2 pt              |
| 112 de circulo | π6 rad  | 𝜏12 rad | ≈ 0,5236 rad  | 30°               | 1003g   | 500π3 mrad  | 250𝜏3 mrad  | ≈ 523,599 mrad  | 83 pt             |
| 110 de circulo | π5 rad  | 𝜏10 rad | ≈ 0,6283 rad  | 36°               | 40g     | 200π mrad   | 100𝜏 mrad   | ≈ 628,319 mrad  | 165 pt            |
| 18 de circulo  | π4 rad  | 𝜏8 rad  | ≈ 0,7854 rad  | 45°               | 50g     | 250π mrad   | 125𝜏 mrad   | ≈ 785,398 mrad  | 4 pt              |
| 12π de circulo | 1 rad   | 1 rad   | 1 rad         | 180π°             | 200πg   | 1000 mrad   | 1000 mrad   | 1000 mrad       | 16π pt            |
| 16 de circulo  | π3 rad  | 𝜏6 rad  | ≈ 1,047 rad   | 60°               | 2003g   | 1000π3 mrad | 500𝜏3 mrad  | ≈ 1047,198 mrad | 163 pt            |
| 15 de circulo  | 2π5 rad | 𝜏5 rad  | ≈ 1,257 rad   | 72°               | 80g     | 400π mrad   | 200𝜏 mrad   | ≈ 1256,637 mrad | 325 pt            |
| 14 de circulo  | π2 rad  | 𝜏4 rad  | ≈ 1,571 rad   | 90°               | 100g    | 500π mrad   | 250𝜏 mrad   | ≈ 1570,796 mrad | 8 pt              |
| 13 de circulo  | 2π3 rad | 𝜏3 rad  | ≈ 2,094 rad   | 120°              | 4003g   | 2000π3 mrad | 1000𝜏3 mrad | ≈ 2094,395 mrad | 323 pt            |
| 25 de circulo  | 4π5 rad | 2𝜏5 rad | ≈ 2,513 rad   | 144°              | 160g    | 800π mrad   | 400𝜏 mrad   | ≈ 2513,274 mrad | 645 pt            |
| 12 de circulo  | π rad   | 𝜏2 rad  | ≈ 3,142 rad   | 180°              | 200g    | 1000π mrad  | 500𝜏 mrad   | ≈ 3141,593 mrad | 16 pt             |
| 34 de circulo  | 3π2 rad | 3𝜏4 rad | ≈ 4,712 rad   | 270°              | 300g    | 1500π mrad  | 750𝜏 mrad   | ≈ 4712,389 mrad | 24 pt             |
| 1 circulo      | 2π rad  | 𝜏 rad   | ≈ 6,283 rad   | 360°              | 400g    | 2000π mrad  | 1000𝜏 mrad  | ≈ 6283,185 mrad | 32 pt             |

1. ↑  En esta tabla, 𝜏 equivale a 2π.

## Características especiales de la división de 360
Como se ha indicado más arriba, el número 360 es uno de los números altamente compuestos, muy divisibles. Esto significa que la división del ángulo completo en 360 grados permite dividirlo en un número grande correspondiente de secciones enteras e iguales, debido a los muchos divisores. Los 24 factores de 360 son: 
1; 2; 3; 4; 5; 6; 8; 9; 10; 12; 15; 18; 20; 24; 30; 36; 40; 45; 60; 72; 90; 120; 180; 360.

## Relación con el Sistema Internacional de Unidades y uso legal
Aunque el grado sexagesimal  no es parte del Sistema Internacional de Unidades (SI), se permite su uso dentro del SI.
Hasta 2009, la Unión Europea había adoptado dos directivas sobre unidades de medida. En 1971, adoptó la Directiva 71/354/CEE, que exigía a los Estados miembros de la UE normalizar su sistema de unidades (SI) en lugar de utilizar las diversas unidades CGS y MKS que se utilizaban entonces. La segunda, que sustituyó a la primera, fue la Directiva 80/181/CEE, promulgada en 1979 y modificada posteriormente en varias ocasiones (en 1984, 1989, 2000 y 2009).
El grado sexagesimal  es una unidad de medida legal en Suiza según la Ley Federal de Metrología, Loi fédérale sur la métrologie.